# Antônio Martoni
Antonio Martoni Neto (nascido em São Paulo, 1961),  ex-jogador, ex-treinador, ex-CEO do São Paulo Saracens Bandeirantes, primeiro Diretor Esportivo da Confederação Brasileira de Rugby.
Em 2019 recebeu os títulos de Comendador e Personalidade Esportiva  do ano na Câmara Municipal de São Paulo.
Desde 2003 é comentarista de rugby dos Canais ESPN.

## Biografia

### Carreira de jogador
Martoni foi jogador da seleção brasileira de rugby de 1979 a 1995 onde se destacou como scrum-half (posição de armação no rugby). Exímio chutador, foi artilheiro do Brasil em 7 temporadas. Começou a carreira nas categorias de base do Colégio São Luiz, em São Paulo, onde logo teve destaque participando de todas as seleções de base da época.
Com 16 anos foi convocado pela primeira vez para a Seleção Brasileira Adulta, tendo disputado seu primeiro Sul-Americano Adulto em 1979, estreando contra o Chile, onde marcou seus primeiros pontos. No mesmo sul-americano jogou contra Argentina e Paraguai, jogo em que o Brasil venceu com pontos marcados por Martoni.
Com mais de setenta jogos internacionais na carreira e 32 títulos conquistados, se retirou dos gramados em abril de 2000 em Vancouver, no Canadá.
Em 1983 ajudou a fundar o Bandeirantes Rugby Club, em São Paulo, clube que sempre defendeu como jogador e treinador.
Em dezembro de 2013 o Bandeirantes Rugby Club anunciou uma parceria com o clube ingles de rugby Saracens e passou a chamar-se São Paulo Saracens Bandeirantes, tendo à época como CEO Antonio Martoni Neto.

### Carreira de treinador
Como treinador conquistou o primeiro título internacional da Seleção Brasileira, o sul-americano B de 2000, feito que se repetiu em 2002, treinador com maior série invicta da história da seleção Brasileira (dois anos). Alem disso participou das eliminatórias para o mundial de rugby de 2003, trazendo o Brasil da 69ª posição no ranking mundial para ocupar a 36ª. Possui vários títulos importantes como treinador, no Brasil e também no exterior.

### Carreira de comentarista
Com passagens no BandSports e SporTV, Martoni está na ESPN desde 2003, como comentarista. Participou das Copas do Mundo de Rugby de 2003, 2007, 2011, 2015, 2019 e 2023,  Seis Nações desde 2006,  Heineken Cup desde 2005, Aviva Premiership desde 2011 e Super Rugby desde 2013. Atualmente é tradutor do Total Rugby, participa falando de rugby no SportsCenter, Programa Scrum e outros produtos da emissora.
Fez as primeiras coberturas internacionais in loco da Tv brasileira para Rugby, 2011 na Final do Heineken Cup ( Europeu de Rugby) e em 2015 da Rugby World Cup na Inglaterra, alem de inumeras coberturas dos jogos da Seleção Brasileira e partidas internacionais.